# Mutshatsha (territoire)
Pour l’article homonyme, voir Mutshatsha.
Le territoire de Mutshatsha est une entité déconcentrée de la province de Lualaba en république démocratique du Congo. Il a pour chef-lieu Mutshatsha.

## Histoire
Il dépendait avant 2015 du district urbano-rural de Kolwezi. 

## Commune
Le territoire compte une commune rurale de moins de 80 000 électeurs.
- Mutshatsha, (7 conseillers municipaux)

## Secteurs
Le territoire compte 3 secteurs :
- Lufula
- Luilu
- Mukuleshi